# Erioptera maculosa
Erioptera maculosa är en tvåvingeart som först beskrevs av Edwards 1912.  Erioptera maculosa ingår i släktet Erioptera och familjen småharkrankar.
Artens utbredningsområde är Seychellerna. Inga underarter finns listade i Catalogue of Life.